# Fresno de Losa
Fresno de Losa es una localidad del municipio burgalés de Valle de Losa, en la Comunidad Autónoma de Castilla y León (España) situada a 769 metros sobre el nivel del mar. 
En el Censo de Floridablanca de 1787 aparece como Lugar dentro de la junta de San Martín integrada a su vez en la Merindad de Losa que formaba parte del Corregimiento de las Merindades de Castilla la Vieja partido componente de la Intendencia de Burgos entre 1785 y 1833. Su jurisdicción era de realengo y contaba la población con alcalde ordinario.
A la caída del Antiguo Régimen se incorpora al municipio de Junta de San Martín de Losa como cabeza del mismo, dentro del partido de Villarcayo. Su iglesia pertenece a la parroquia de Villalba de Losa dentro del arciprestazgo de Medina de Pomar.
La población tiene dos edificaciones que la hacen singular.
La iglesia, dedicada a los santos Justo y Pastor cuya torre campanario incluye un reloj de pesas con esfera exterior, todavía en funcionamiento, y una bolera cubierta de tres tablones única en la provincia, tanto por conservación como por originalidad.
.
Su economía está basada en el cultivo y recolección de cereal y, especialmente, de la patata de Losa. Hay que destacar las setas de primavera y los níscalos que se recolectan en el monte de la localidad durante la temporada.
Las fiestas patronales se celebran el dñia de San Miguel, 29 de septiembre

## Localidades limítrofes
Confina con las siguientes localidades:
- Al norte con Barriga.
- Al noreste con Villaño.
- Al este con Aostri de Losa.
- Al sureste con Mambliga.
- Al oeste con Villalambrús.
- Al noroeste con Villacián.

## Demografía
Evolución de la población
| Gráfica de evolución demográfica de Fresno de Losa entre 2000 y 2017 |
|                                                                      |
| Población de derecho (2000-2017) según el padrón municipal del INE   |

## Historia
Así se describe a Fresno de Losa en el tomo VIII del Diccionario geográfico-estadístico-histórico de España y sus posesiones de Ultramar, obra impulsada por Pascual Madoz a mediados del siglo XIX:

Lugar en la provincia, diócesis, audiencia territorial y capitanía general de Burgos (17 leguas), partido judicial de Villarcayo (4), ayuntamiento titulado de la Junta de San Martín; Situado en la sierra confinante con el valle de Valdegovía; está bien ventilado y goza de clima saludable. Tiene de 8 a 10 casas; iglesia parroquial bajo la advocación de los Santos Justo y Pastor, servida por un cura párroco, y buenas aguas para el consumo del vecindario. A sus inmediaciones se encuentran los pueblos de Ozalia, Mambliga, Villalambrús, San Martín y San Llorente, pertenecientes todos a la merindad de Losa. El terreno es montuoso y quebrado; los caminos son de pueblo a pueblo, y las producciones trigo, cebada, legumbres, avena y yeros; ganado lanar y caballar, y caza mayor y menor. Industria: la agrícola. Población: 8 vecinos, 30 almas. Capital productivo: 164.010 reales. Imponible: 16.598.
Diccionario geográfico-estadístico-histórico de España y sus posesiones de Ultramar

## Personajes ilustres
José María González Cuasante (1945). Pintor. Catedrático en la Facultad de Bellas Artes de la Universidad Complutense de Madrid. Premio Castilla y León de las Artes en 2007.
Francisco Robledo García (1880-1960). Empresario. Indiano en Puerto Rico y República Dominicana. Hijo predilecto de la ciudad de Santiago de los Caballeros en República Dominicana, título concedido en 1926 por la edificación de edificios singulares en la localidad, entre ellos el Hotel Mercedes, considerado el más moderno de su tiempo.